# سرنشین

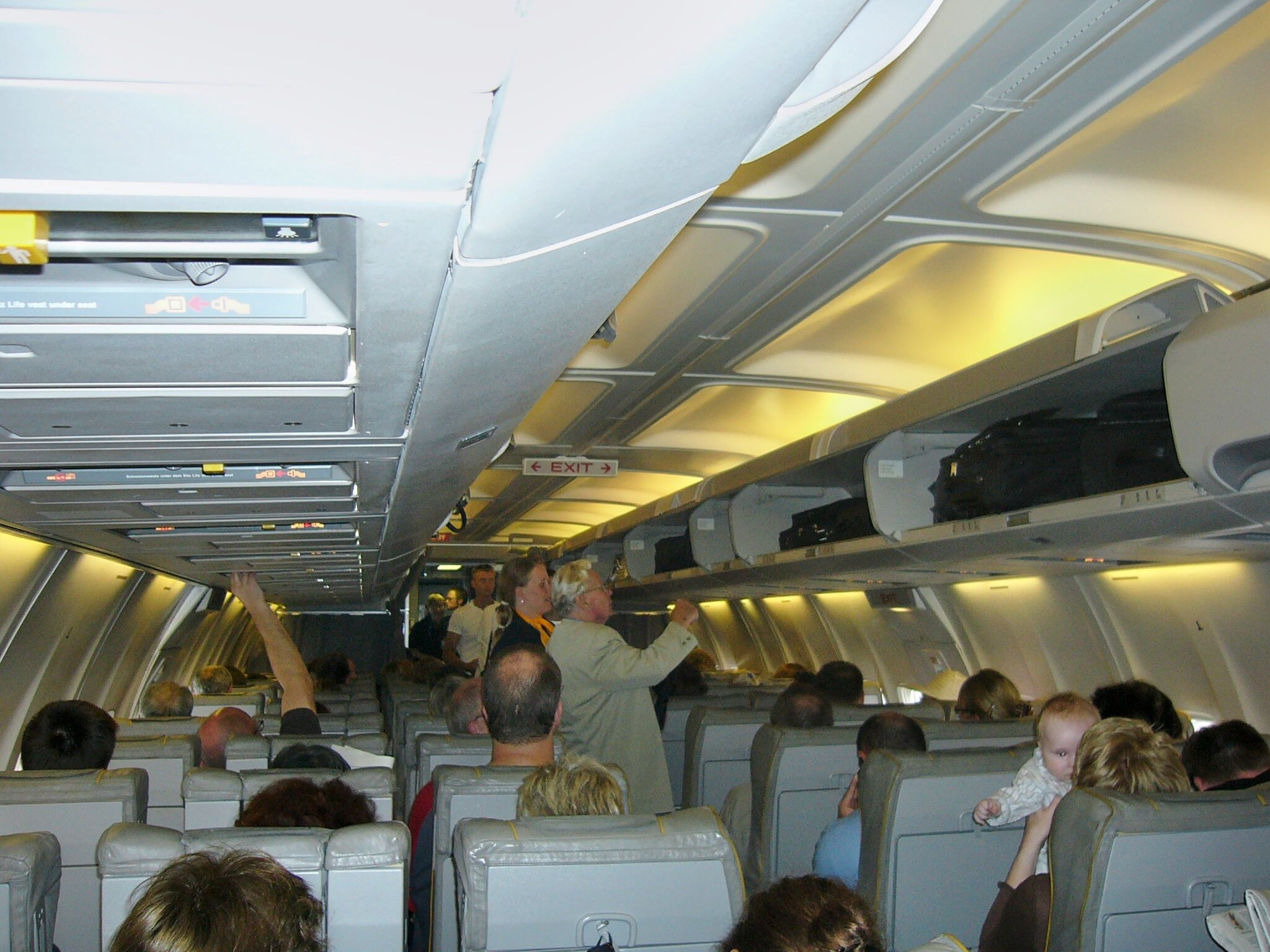
سرنشینان در بوئینگ ۷۳۷

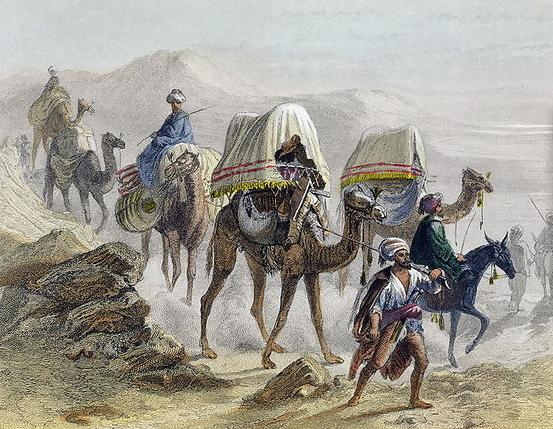
سرنشینان در یک کاروان

سرنشین واژه‌ای است که به کسانی گفته می‌شود که با وسائل نقلیه در حال سفر هستند.

## منبع
1. ↑  مشارکت‌کنندگان ویکی‌پدیا. «Passenger». در دانشنامهٔ ویکی‌پدیای انگلیسی، بازبینی‌شده در ۱۶ اکتبر ۲۰۱۰.